# Fußraum

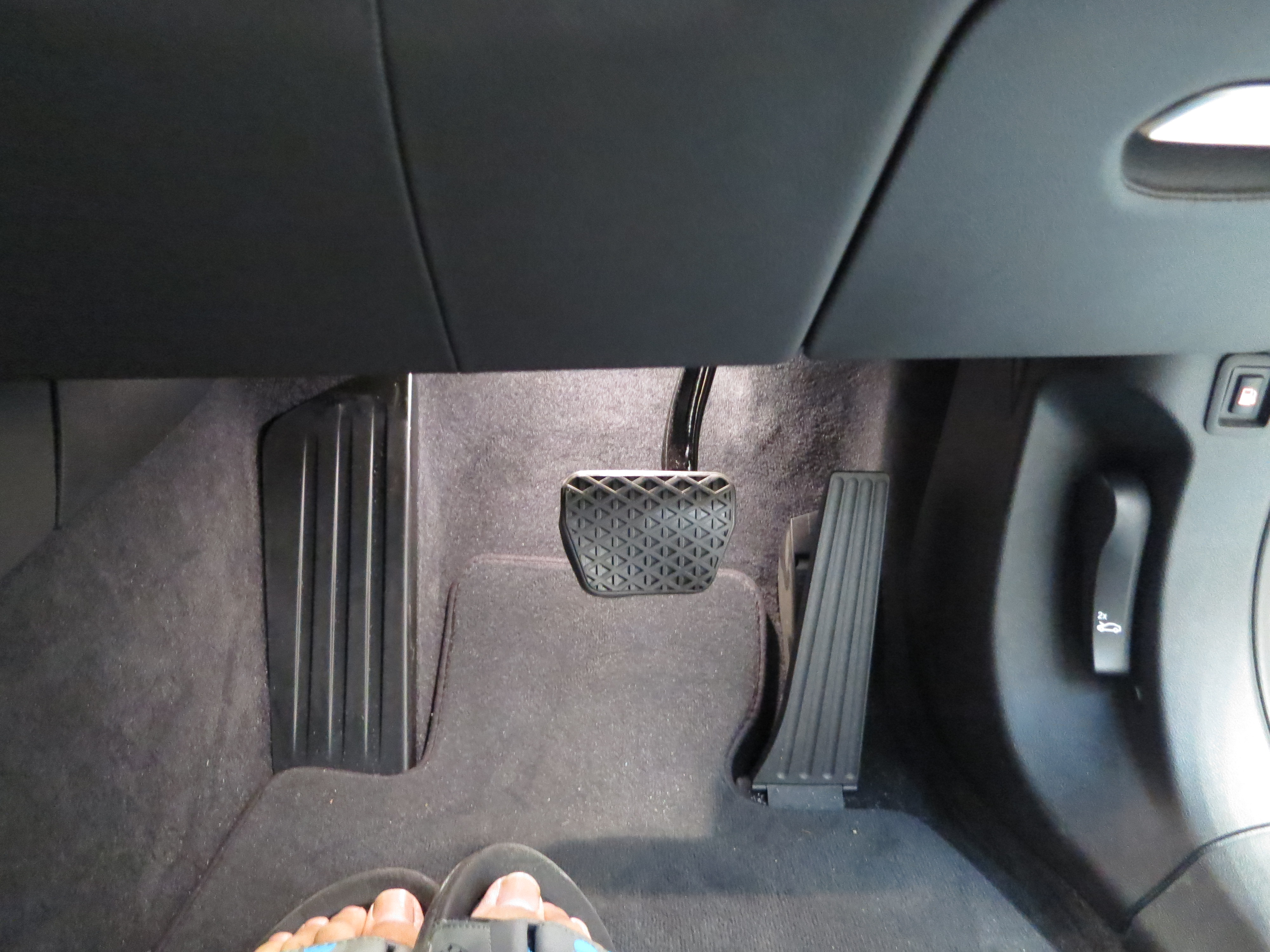
Fußraum des Fahrers eines BMW 740Le xDrive

Als Fußraum wird der freie Raum vor einem Autositz bezeichnet, in dem die Füße des Sitzenden positioniert werden. Der Begriff wird häufig zur Komfort-Bezeichnung verwendet. Im Fußraum auf der Fahrerseite befinden sich Bremspedal, Gaspedal und ggf. Kupplungspedal.
Ergonometrisch wird erweitert geplant, gemessen und verglichen: es zählt das Knickmaß, die gewinkelte Fuß-, Bein- und Oberschenkellänge von der vordersten Fußstellfläche bis zur Sitzlehne. Hieran hat der Fußraum Anteil. Es wäre jedoch unkomfortabel, wenn der Fußraum nur deshalb groß ist, weil die Sitzfläche kurz gehalten wäre. Aufgrund dessen ist das Knickmaß die bessere Vergleichsgröße, statt den Fußraum allein zu betrachten.